# Summit Lakes
Summit Lakes är sjöar i Kanada.   De ligger i provinsen Ontario, i den sydöstra delen av landet, 400 km nordväst om huvudstaden Ottawa. Summit Lakes ligger 353 meter över havet. De ligger vid sjöarna  Cassels Lake Obashkong Lake Rabbit Lake Snake Island Lake och Upper Twin Lake.
I omgivningarna runt Summit Lakes växer i huvudsak blandskog. Trakten runt Summit Lakes är nära nog obefolkad, med mindre än två invånare per kvadratkilometer.